# Ficus neriifolia
Ficus neriifolia är en mullbärsväxtart som beskrevs av Smith. Ficus neriifolia ingår i släktet fikonsläktet, och familjen mullbärsväxter.

## Underarter
Arten delas in i följande underarter:
- F. n. fieldingii
- F. n. nemoralis
- F. n. trilepis

## Bildgalleri

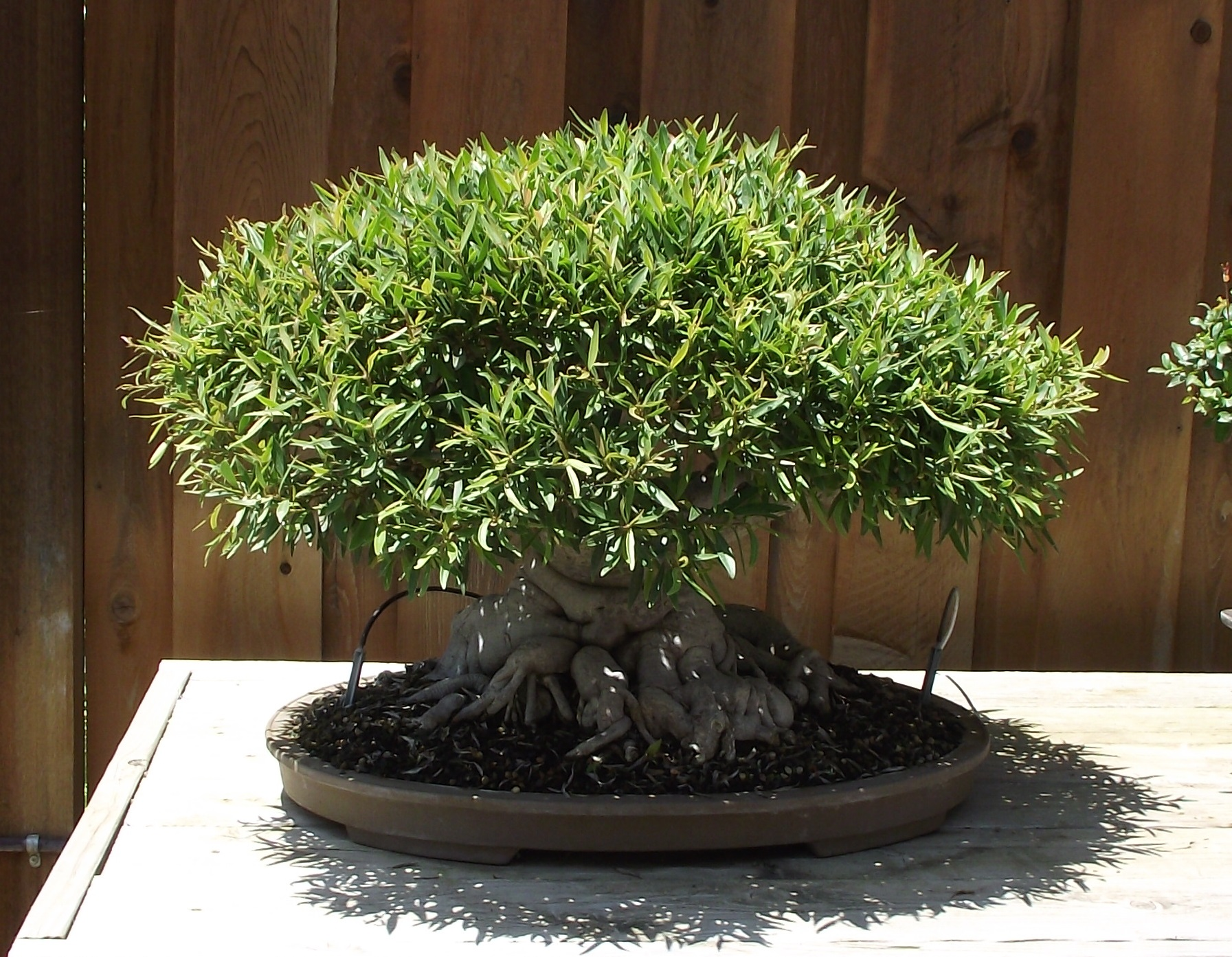
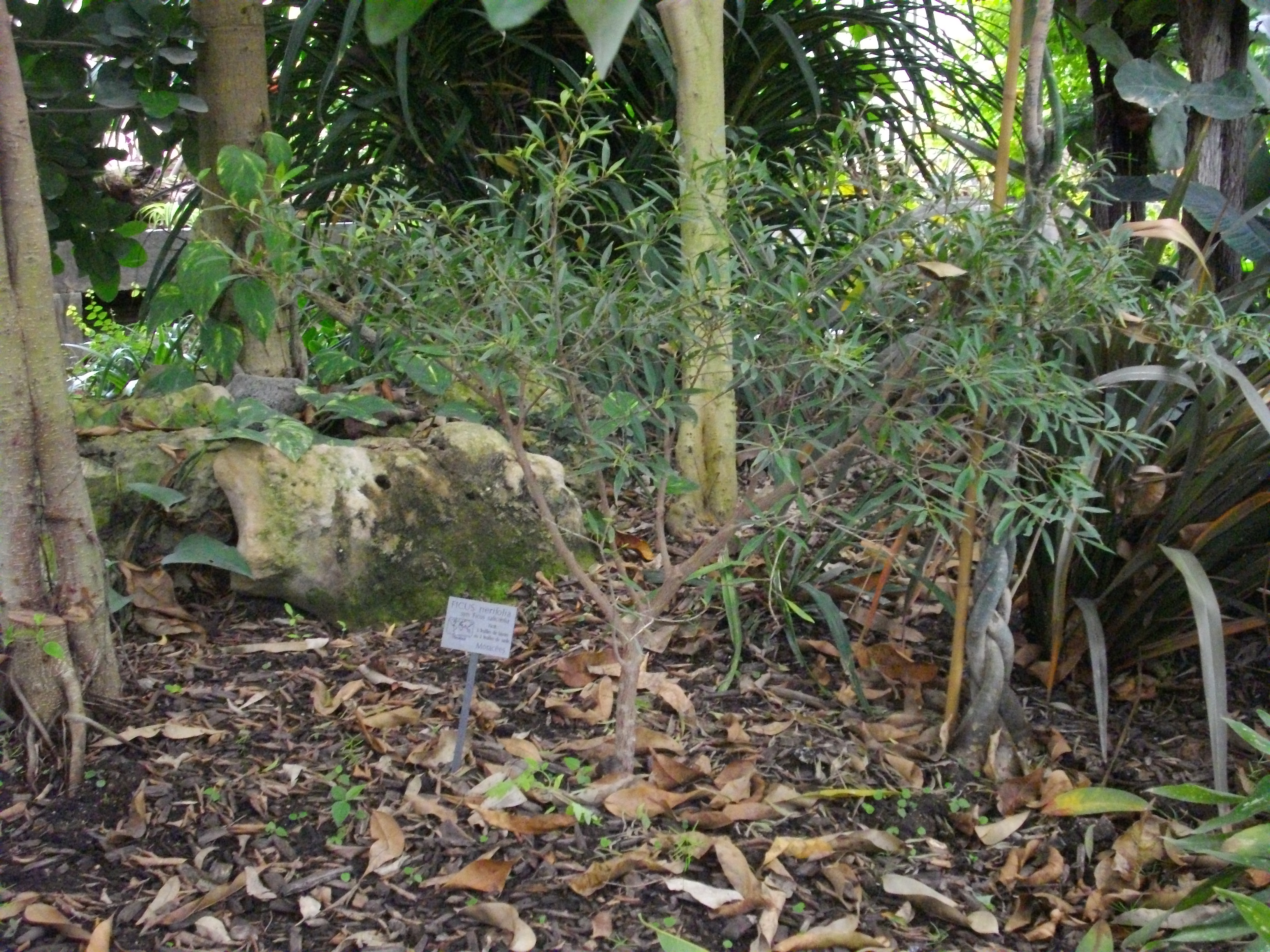
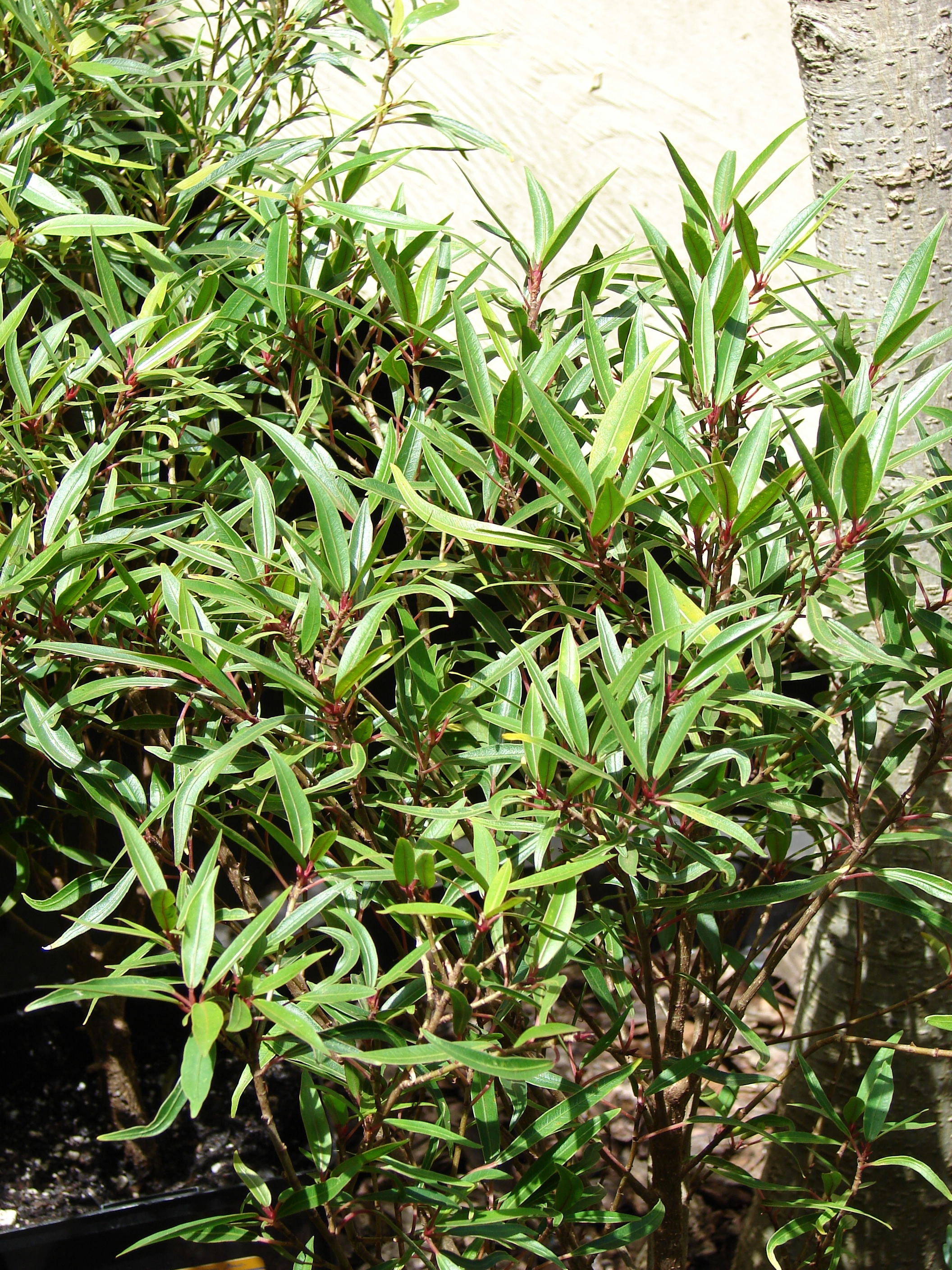
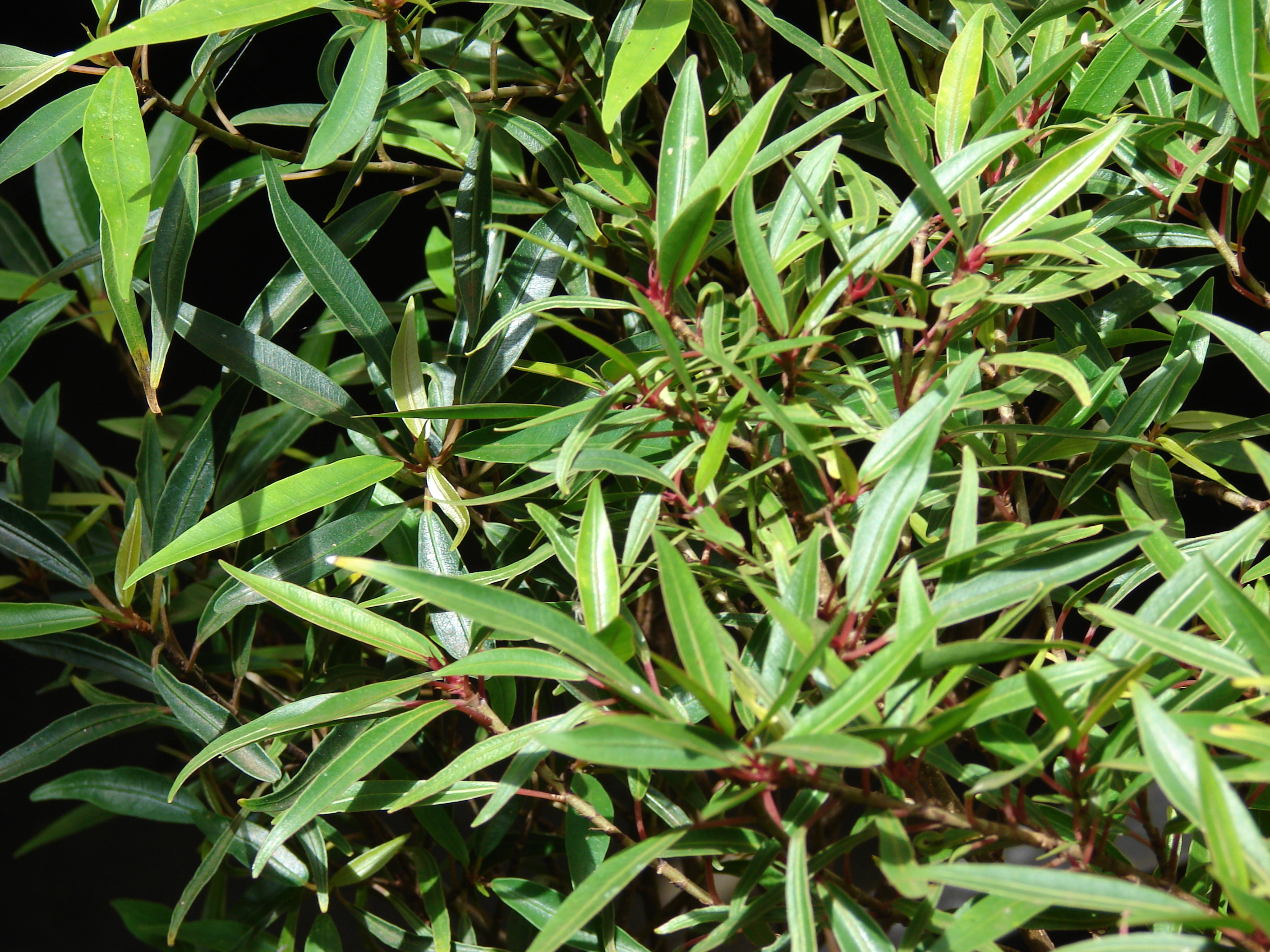
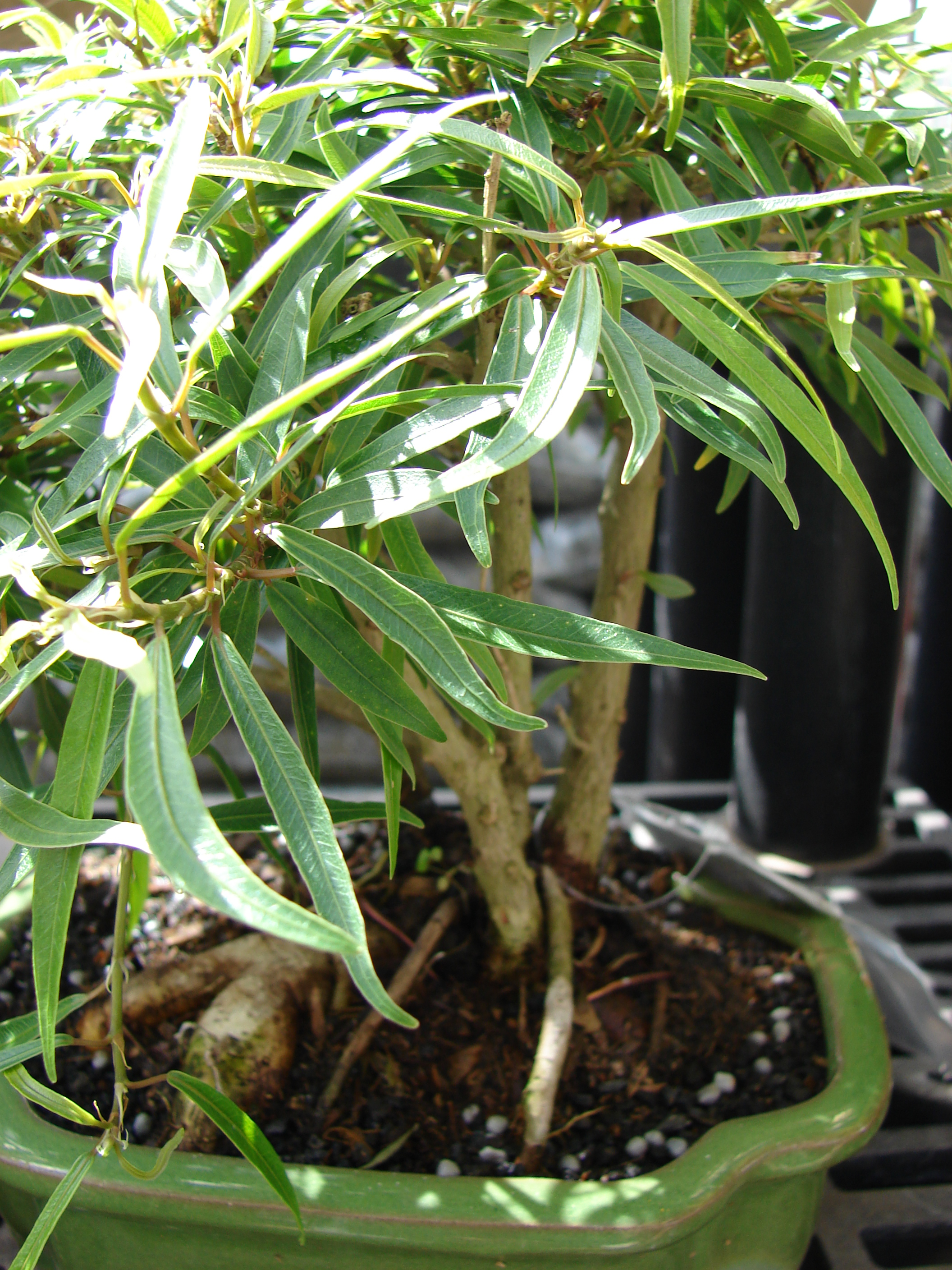